# Suzdal
Suzdal (ryska: Суздаль [ˈsuzdəlʲ]; fornisländska: Súrdalar) är en historisk stad i ryska Vladimir oblast, omkring tjugo mil nordost om Moskva. Staden hade 9 978 invånare i början av 2015.

## Historia

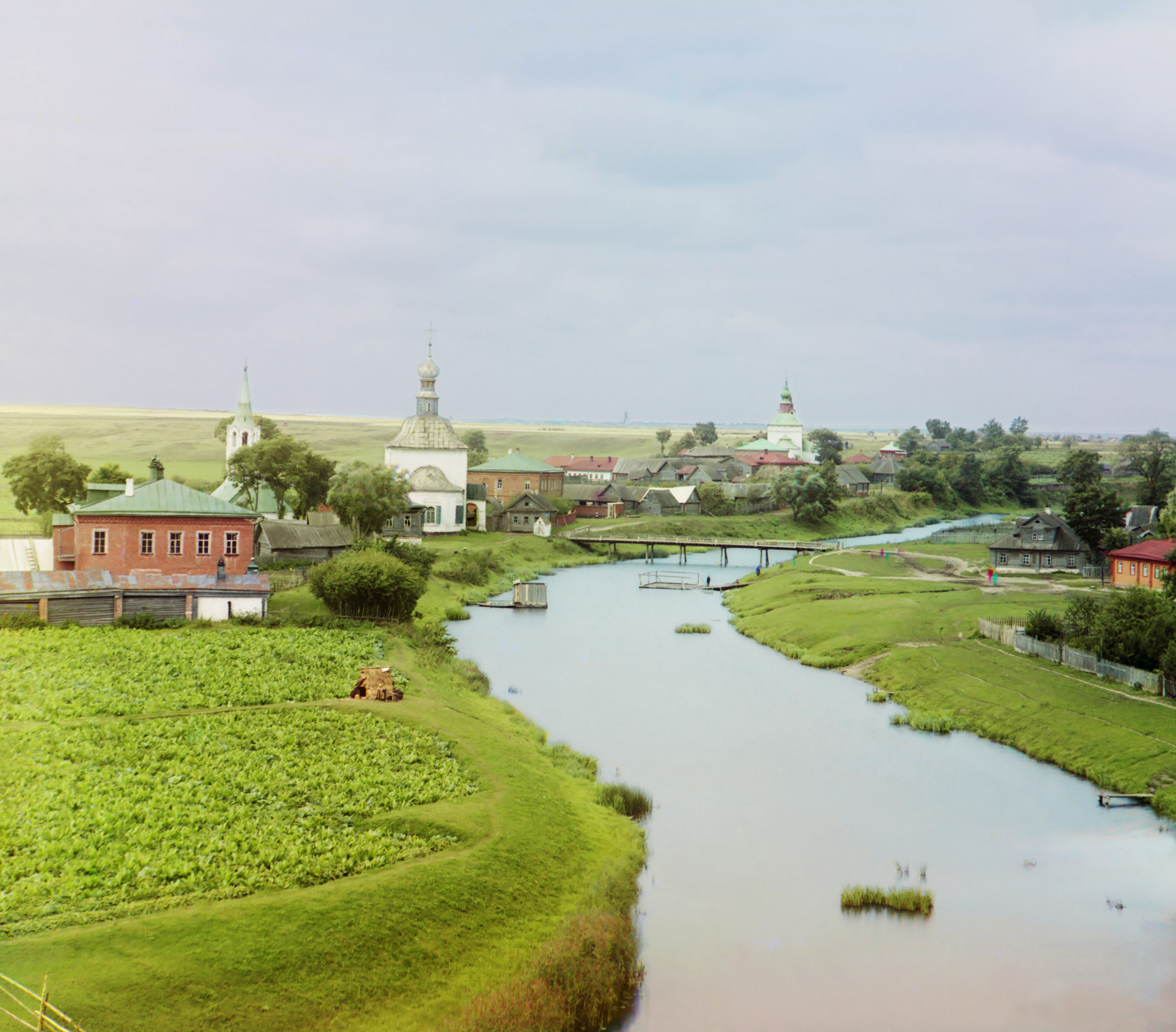
Suzdal 1912

Suzdal nämns första gången 1024, och var från mitten av 1100-talet ett av de viktigaste politiska och kulturella centrumen i norra Ryssland. Fram till 1170 var det huvudstad i furstendömet Vladimir-Suzdal, som bildats av Jurij Dolgorukij, från vars son Andrej Bogoljubskij de senare tsarerna av Moskva härstammade. Residenset flyttades av den senare till Vladimir. 1446 inlemmades staden i Storfurstendömet Moskva.
I Suzdal finns en mängd praktfulla arkitektoniska minnesmärken (kreml, kyrkor och kloster), och staden har sedan 1967 status som "museum".

## Kultur
I juli varje år firas "gurkans dag" eller "gurkhelgen" (праздник огурца) i Suzdal.